# Криуша (Козельский район)
Криуша — деревня в Козельском районе Калужской области. Входит в состав Сельского поселения «Село Волконское».
Расположена близ истока реки Дрисенка, примерно в 10 км к западу от села Волконское.

## Население
| 2002 | 2010 |
| ---- | ---- |
| 1    | →1   |